# Зимний король
«Король Зимы» или «Зимний король» (англ. The Winter King) — британский историко-фантастический сериал о короле Артуре, экранизация цикла романов Бернарда Корнуэлла. Главные роли в нём сыграли Иэн де Кэскер и Эдди Марсан. Премьера состоялась 20 августа 2023 года на MGM+. 6 сентября 2024 года представители канала официально заявили, что, несмотря на высокий рейтинг, сериал продлеваться на второй сезон не будет.

## Сюжет
Действие сериала происходит в Британии второй половины V века н. э., периода «тёмных веков», последовавшего за уходом из страны римлян.
Артур, внебрачный сын короля Думнонии (Корнуолл) Утера Пендрагона, изгоняется своим отцом из страны из-за гибели брата-принца в сражении с саксами. Найдя приют за морем в Бретани, он становится авторитетным вождём местного племени и не желает возвращаться на негостеприимную родину.
Тем временем Утер дряхлеет и после рождения второго законного принца Мордреда неосмотрительно отдаёт свою страну в руки временщиков во главе с Гандлеусом, вождём силуров и бывшим врагом королевства. Смерть старого короля в замке Каэр Кадарн развязывает руки предателям, попытавшимся убить принца и захватить власть.
Но мудрому друиду Мерлину удаётся уговорить Артура вернуться в Думнонию, после чего герой-полководец, наказав заговорщиков, возглавляет сопротивление жестоким завоевателям в союзе с другими королевствами бриттов. На фоне сражений с саксами разворачивается трагическое противостояние между проповедниками нарождающегося христианства и адептами древнего язычества.
Параллельно основной линии сюжета развивается история юной пары, сакса Дерфеля, спасённого Артуром и воспитанного друидами, и влюблённой  в него, но давшей обет девственности жрицы Нимуэ.
Литературной основой первого сезона стал роман Бернарда Корнуэлла «Король Зимы» (1995).

## Съемки
Основными местами съёмок, стартовавших в июле 2022-го и завершившихся в январе 2023 года, стал Бристоль, а также национальные парки и охраняемые территории Сомерсета, Девона и Уилтшира в Юго-Западной Англии, а также Монмутшира и Гуинета в Уэльсе, в частности, остров Бардси.

## В ролях
- Иэн де Кэскер — Артур
- Эдди Марсан — Утер Пендрагон
- Грейс Акари — королева Норвенна
- Натаниэль Мартелло-Уайт — Мерлин
- Валин Кейн — Моргана
- Стюарт Кэмпбелл — Дерфель Могучий
- Элли Джеймс — Нимуэ
- Олумиде Олорунфеми — Люнете, подруга Нимуэ
- Сифисо Мазибуко — Ховел, её отец
- Дэниэл Ингс — Оуэн
- Стивен Элдер — епископ Бедвин Линдинисский
- Эндрю Гауэр — Сансум
- Джордан Александра — Гвиневра
- Сагар Арья — Теудриг, король Гвента
- Анейрин Хьюз — Горфидд, король Поуиса
- Эмили Джон — Кейнвин, его дочь
- Мэтт Мелла — Ланваль
- Гэбриел Тирни — Тристан
- Уильям Постлетуэйт — Кэдвис из Иски
- Кен Нвосу — Саграмор, ветеран-нумидиец
- Саймон Мерреллс — Гундлеус
- Татьяна Нардоне — Лэдвис, его спутница
- Крэйг Паркинсон — Элла Суссекский